# Mago vicanus
Mago vicanus là một loài nhện trong họ Salticidae.
Loài này thuộc chi Mago. Mago vicanus được Eugène Simon miêu tả năm 1900.